# Milan Škriniar
Milan Škriniar (Žiar nad Hronom, 11 de febrero de 1995) es un futbolista eslovaco que juega de defensa en el Fenerbahçe S. K. de la Superliga de Turquía.
También es jugador de la selección nacional de Eslovaquia donde es su capitán. En 2016 recibió el Peter Dubovsky Award, premio otorgado por ser el mejor jugador eslovaco sub-21.

## Trayectoria

### Žilina
Inició su carrera en el club eslovaco FK Žiar nad Hronom antes de fichar por el Žilina con 12 años. Sus buenas actuaciones en las divisiones inferiores le permitieron ser citado a la selección sub-17 de Eslovaquia jugando de titular sus 3 partidos de la fase de grupos ante Albania, Estonia y Alemania, anotando ante Estonia, pero los resultados en el grupo no le permitieron a la selección de Eslovaquia avanzar a la siguiente ronda. 
Debutó con su club en la igualdad 1-1 como visitante ante el Zlaté Moravce el 27 de marzo de 2012. Anotó su primer gol en la siguiente temporada ante el Zlaté Moravce donde su club golearía 4-1 como local. Esa temporada jugaría 10 partidos por en el Žilina antes de ser enviado a préstamo al mismo Zlaté Moravce en marzo de 2013.

### Zlaté Moravce
Debutó y anotó su primer tanto en el profesionalismo ante Zlaté Moravce y meses más tarde fue cedido a este club con el objetivo de ganar experiencia y regresar al Žilina para consolidarse. Cerró la temporada 2012-2013 jugando 7 partidos con el Zlaté Moravce.

### Regreso a Žilina
Regresó al Žilina donde se consolidó de titular y pilar fundamental de la zaga del club. Sus buenas actuaciones le permitió jugar en la selección sub-19 y sub-21 de su país, donde llamaría la atención de la U. C. Sampdoria.

### Italia
En enero de 2016 se concretó su fichaje por la U. C. Sampdoria a cambio de 1 000 000 €. Esa temporada solo disputaría 3 partidos (2 de titular). Su debut fue en la victoria de su club ante la S. S. Lazio por 2-1 ingresando en los descuentos por Dodô. Jugó su primer partido como titular ante el Palermo, resultado que terminaría con un 2-0 en contra.
Ya en la siguiente temporada sería titular indiscutido con su club, terminando la temporada disputando 35 partidos en la liga.
Sus actuaciones con la U. C. Sampdoria llamaron la atención del Inter de Milán, quienes lo ficharían en julio de 2017 con un contrato hasta 2022.

### París y Turquía
El 6 de julio de 2023 se hizo oficial su fichaje por el Paris Saint-Germain, llegando libre tras haber terminado contrato con el Inter de Milán. En un año y medio disputó 37 encuentros, en los que marcó un gol, y en enero de 2025 fue cedido al Fenerbahçe S. K. para lo que restaba de temporada.
El 30 de julio de 2025 regresó a Estambul para someterse a un reconocimiento médico mientras continuaban negociando su vuelta al Fenerbahçe S. K. Al día siguiente se confirmó su regreso y firmó por cuatro años.

## Selección nacional
Ha participado en 81 encuentros con la selección de Eslovaquia en los que ha anotado tres goles. Además fue seleccionado en las categorías sub-17, sub-19 y sub-21.

### Participaciones en Eurocopas
| Copa          | Sede     | Resultado        | Partidos | Goles |
| ------------- | -------- | ---------------- | -------- | ----- |
| Eurocopa 2016 | Francia  | Octavos de final | 2        | 0     |
| Eurocopa 2020 | Europa   | Primera fase     | 3        | 1     |
| Eurocopa 2024 | Alemania | Octavos de final | 4        | 0     |

## Estilo de juego
Škriniar juega naturalmente de defensa central, pero también puede ejercer como centrocampista defensivo, posición que le permitió destacar gratamente a nivel sub-21. Al referirse a él, su entrenador de juvenil, Tibor Goljan, dijo que «siempre ha sido el líder dentro y fuera de la cancha». En 2018, fue descrito por la página web Goal.com como «un tacleador fuerte que es rápido para despejar». En junio de 2022, respecto a un rumor que lo vinculó al Paris Saint-Germain F. C. de Francia, el diario francés L'Équipe lo elogió por la precisión de sus pases largos y cortos, su complexión, no ser propenso a lesionarse y su figura imponente.

## Estadísticas

### Clubes
| Club                              | Div.          | Temporada     | Liga  | Liga  | Copas nacionales | Copas nacionales | Copas internacionales | Copas internacionales | Total | Total |
| Club                              | Div.          | Temporada     | Part. | Goles | Part.            | Goles            | Part.                 | Goles                 | Part. | Goles |
| --------------------------------- | ------------- | ------------- | ----- | ----- | ---------------- | ---------------- | --------------------- | --------------------- | ----- | ----- |
| M. Š. K. Žilina · Eslovaquia      | 1.ª           | 2011-12       | 2     | 0     | 1                | 0                | —                     | —                     | 3     | 0     |
| M. Š. K. Žilina · Eslovaquia      | 1.ª           | 2012-13       | 10    | 1     | 3                | 0                | —                     | —                     | 13    | 1     |
| F. C. ViOn · Eslovaquia           | 1.ª           | 2012-13       | 7     | 0     | —                | —                | —                     | —                     | 7     | 0     |
| F. C. ViOn · Eslovaquia           | Total club    | Total club    | 7     | 0     | 0                | 0                | 0                     | 0                     | 7     | 0     |
| M. Š. K. Žilina · Eslovaquia      | 1.ª           | 2013-14       | 15    | 1     | 1                | 0                | 1                     | 0                     | 17    | 1     |
| M. Š. K. Žilina · Eslovaquia      | 1.ª           | 2014-15       | 32    | 6     | 3                | 2                | —                     | —                     | 35    | 8     |
| M. Š. K. Žilina · Eslovaquia      | 1.ª           | 2015-16       | 18    | 4     | 1                | 1                | 8                     | 0                     | 27    | 5     |
| M. Š. K. Žilina · Eslovaquia      | Total club    | Total club    | 77    | 12    | 9                | 3                | 9                     | 0                     | 95    | 15    |
| U. C. Sampdoria · Italia          | 1.ª           | 2015-16       | 3     | 0     | —                | —                | —                     | —                     | 3     | 0     |
| U. C. Sampdoria · Italia          | 1.ª           | 2016-17       | 35    | 0     | —                | —                | —                     | —                     | 35    | 0     |
| U. C. Sampdoria · Italia          | Total club    | Total club    | 38    | 0     | 0                | 0                | 0                     | 0                     | 38    | 0     |
| Inter de Milán · Italia           | 1.ª           | 2017-18       | 38    | 4     | 2                | 0                | —                     | —                     | 40    | 4     |
| Inter de Milán · Italia           | 1.ª           | 2018-19       | 35    | 0     | 2                | 0                | 9                     | 0                     | 46    | 0     |
| Inter de Milán · Italia           | 1.ª           | 2019-20       | 32    | 0     | 3                | 0                | 7                     | 0                     | 42    | 0     |
| Inter de Milán · Italia           | 1.ª           | 2020-21       | 32    | 3     | 4                | 0                | 3                     | 0                     | 39    | 3     |
| Inter de Milán · Italia           | 1.ª           | 2021-22       | 35    | 3     | 5                | 0                | 8                     | 1                     | 48    | 4     |
| Inter de Milán · Italia           | 1.ª           | 2022-23       | 21    | 0     | 2                | 0                | 8                     | 0                     | 31    | 0     |
| Inter de Milán · Italia           | Total club    | Total club    | 193   | 10    | 18               | 0                | 35                    | 1                     | 246   | 11    |
| Paris Saint-Germain F. C. Francia | 1.ª           | 2023-24       | 24    | 0     | 2                | 0                | 6                     | 1                     | 32    | 1     |
| Paris Saint-Germain F. C. Francia | 1.ª           | 2024-25       | 5     | 0     | 0                | 0                | 0                     | 0                     | 5     | 0     |
| Paris Saint-Germain F. C. Francia | Total club    | Total club    | 29    | 0     | 2                | 0                | 6                     | 1                     | 37    | 1     |
| Fenerbahçe S. K. Turquía          | 1.ª           | 2024-25       | 16    | 3     | 3                | 0                | 4                     | 0                     | 23    | 3     |
| Fenerbahçe S. K. Turquía          | 1.ª           | 2025-26       | 1     | 0     | 0                | 0                | 3                     | 0                     | 4     | 0     |
| Fenerbahçe S. K. Turquía          | Total club    | Total club    | 17    | 3     | 3                | 0                | 7                     | 0                     | 27    | 3     |
| Total carrera                     | Total carrera | Total carrera | 361   | 25    | 32               | 3                | 57                    | 2                     | 450   | 30    |
| 1. 2.                             |               |               |       |       |                  |                  |                       |                       |       |       |

## Palmarés

### Títulos nacionales
| Título                  | Club                      | País       | Año  |
| ----------------------- | ------------------------- | ---------- | ---- |
| Superliga de Eslovaquia | M. Š. K. Žilina           | Eslovaquia | 2012 |
| Copa de Eslovaquia      | M. Š. K. Žilina           | Eslovaquia | 2012 |
| Serie A                 | Inter de Milán            | Italia     | 2021 |
| Supercopa de Italia     | Inter de Milán            | Italia     | 2021 |
| Copa Italia             | Inter de Milán            | Italia     | 2022 |
| Supercopa de Italia     | Inter de Milán            | Italia     | 2022 |
| Copa Italia             | Inter de Milán            | Italia     | 2023 |
| Supercopa de Francia    | Paris Saint-Germain F. C. | Francia    | 2023 |
| Ligue 1                 | Paris Saint-Germain F. C. | Francia    | 2024 |
| Copa de Francia         | Paris Saint-Germain F. C. | Francia    | 2024 |
| Supercopa de Francia    | Paris Saint-Germain F. C. | Francia    | 2024 |
| Ligue 1                 | Paris Saint-Germain F. C. | Francia    | 2025 |

### Títulos internacionales
| Título                       | Club                      | Sede   | Año  |
| ---------------------------- | ------------------------- | ------ | ---- |
| Liga de Campeones de la UEFA | Paris Saint-Germain F. C. | Múnich | 2025 |